# Lo Serrat Roi (Claramunt)
El Serrat Roi, equivalent pallarès, a partir de la pronúncia local, del Serrat Roig, és una muntanya de 783,3 metres que es troba al municipi de Tremp, a la comarca del Pallars Jussà. És a l'antic municipi de Fígols de Tremp, a prop (al sud-oest) del poble de Claramunt.
Està situat a la riba dreta del barranc de la Vileta, just a migdia de la Casa Fumàs, a l'oest-sud-oest de Claramunt. Que al mig de Casa Ramon (est) i Casa Toríbio (oest).